# Wilhelm-Leuschner-Medaille

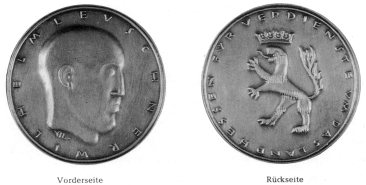
Wilhelm-Leuschner-Medaille

Die Wilhelm-Leuschner-Medaille ist die höchste Auszeichnung des Landes Hessen. Sie wurde am 29. September 1964 durch den damaligen hessischen Ministerpräsidenten Georg-August Zinn anlässlich des 20. Todestages von Wilhelm Leuschner gestiftet. Der Stiftungserlass wurde erst über ein Jahr später im Gesetz- und Verordnungsblatt für das Land Hessen zusammen mit den unter gleichem Datum ergangenen Richtlinien für die Verleihung der Wilhelm-Leuschner-Medaille veröffentlicht. Die Medaille wurde 2022 vorerst zum letzten Mal verliehen.

## Stiftungserlass
Die Eingangsworte des Erlasses lauten im vollen Wortlaut: Als ein Zeichen, dass wir das politische Erbe Leuschners, das politische Erbe, das uns die Opfer des 20. Juli hinterließen, ehren und mehren wollen, stifte ich an seinem 20. Todestage die Wilhelm-Leuschner-Medaille.
Die Medaille ist als Auszeichnung für Personen bestimmt, die sich im Geiste Wilhelm Leuschners hervorragende Verdienste um die demokratische Gesellschaft und ihre Einrichtungen erworben haben. Der Erlass wurde 2008 geändert. Seitdem kann die Medaille auch „zur Würdigung des Einsatzes für Freiheit, Demokratie und soziale Gerechtigkeit verliehen“ werden.

## Medaille
Die in Silber geprägte Medaille hat einen Durchmesser von 55 mm und ist 2,5 mm stark. Sie zeigt auf ihrer Vorderseite den nach rechts gewendeten Kopf Wilhelm Leuschners mit der Umschrift WILHELM LEUSCHNER. Im Revers das hessische Wappentier, ein bekrönter Löwe, mit der Umschrift FÜR VERDIENSTE UM DAS LAND HESSEN. Die Wilhelm Leuschner-Medaille ist nicht zum Tragen bestimmt und stellt daher eine nicht-tragbare staatliche Auszeichnung dar. Der Entwurf der Medaille stammt von Hans Mettel, früher Direktor der Städelschule Frankfurt am Main.

## Verleihungspraxis
Vorschlagsberechtigt für die Medaille ist in erster Linie der Präsident des Hessischen Landtags sowie die Mitglieder der Landesregierung.
Vorschläge für eine Verleihung sind auf dem Dienstweg an den Ministerpräsidenten zu richten. Sie sollen den Lebenslauf, auch eine ausführliche Beschreibung der Verdienste und Angaben über die Würdigkeit des Auszuzeichnenden enthalten. Sodann beauftragt der Ministerpräsident den Chef der Staatskanzlei mit einer sogenannten Vorprüfung, ob alle Verleihungsvoraussetzungen erfüllt sind.
Die Wilhelm-Leuschner-Medaille wird vom hessischen Ministerpräsidenten persönlich mit einer von ihm unterzeichneten Urkunde verliehen, wobei er die Verleihung auch auf eine Dritte Person delegieren kann. Die Medaille selbst sowie die Verleihungsurkunde gehen dabei in das Eigentum des Beliehenen über. Nach dessen Tod verbleibt die Medaille als Andenken seinen Hinterbliebenen.
Die Medaille kann auch wieder entzogen werden und zwar in dem Fall, dass sich der Beliehene durch sein Verhalten der Auszeichnung unwürdig erweist. Ausdrücklich geregelt wurde, dass eine Verurteilung wegen einer Übertretung oder einer fahrlässigen Straftat im Allgemeinen keine Unwürdigkeit begründet.
Verlorengegangene Stücke werden nicht ersetzt. Der Inhaber ist jedoch berechtigt, auf eigene Kosten sich ein Ersatzstück zu beschaffen.
Die erste Verleihung erfolgte am 31. Dezember 1965 an den Staatsminister a. D. Heinrich Zinnkann, früher Hessischer Minister des Innern und Landtagspräsident. Diese Verleihung wurde, zusammen mit sieben weiteren im Jahr 1966 erfolgten Verleihungen, am 20. Februar 1967 im Staatsanzeiger für das Land Hessen bekannt gemacht. Seit dem 1. Dezember 1977 hat sich die Tradition herausgebildet, die Medaille jedes Jahr möglichst an diesem Datum, dem Hessischen Verfassungstag, zu verleihen.

## Träger

### Die Jahre 1965 bis 1970
(Quelle:)
- Heinrich Zinnkann, Politiker, Hessischer Staatsminister des Inneren von 1947 bis 1954 (31. Dezember 1965)
- Karl Theodor Bleek, Staatssekretär a. D. DDP, LPD, FDP (1. Dezember 1966)
- Friedrich Caspary, Verwaltungsdirektor (1. Dezember 1966)
- Karl Kanka, Rechtsanwalt und Notar (1. Dezember 1966)
- Elisabeth Leuschner (20. April 1966)
- Wilhelm Leuschner (20. April 1966)
- Willi Richter, ehemaliger Vorsitzender des Deutschen Gewerkschaftsbundes (16. Oktober 1966)
- Erwin Stein, Richter des Bundesverfassungsgerichts und Staatsminister a. D. (1. Dezember 1966)
- Christian Stock, Ministerpräsident a. D. (1. Dezember 1966)
- Albert Wagner, Staatsminister a. D. (1. Dezember 1966)
- Otto Brenner, Gewerkschafter, 1. Vorsitzender IG Metall (8. November 1967)
- Walter Jansen, Landrat a. D. (21. November 1967)
- Willi Goethe, Stadtrat (21. November 1967)
- Fritz König, Erster Vorsitzender und Geschäftsführer der Kreisverwaltung Frankfurt am Main der Gewerkschaft Öffentliche Dienste, Transport und Verkehr (2. April 1967)
- Cuno Raabe, Oberbürgermeister der Stadt Fulda (21. November 1967)
- Georg Buch, Oberbürgermeister a. D. (SPD) (1. Februar 1968)
- Heinrich Kraft, Stadtverordnetenvorsteher, Frankfurt am Main (30. September 1968)
- Rudolf Freidhof, Oberregierungsrat a. D., Kassel (30. September 1968)
- Erich Großkopf, MdL, Politiker (1. Dezember 1968)
- Eugen Kogon, Professor für Politik und Publizist (Frankfurter Hefte) (2. Februar 1968)
- Karl Langenbach, Landesleiter der Gewerkschaft Nahrung – Genuß – Gaststätten, Frankfurt am Main (30. Juni 1968)
- Georg Heinrich Ritzel, Ehrensenator, Michelstadt (16. Dezember 1968)
- Hans Steinmetz, Staatssekretär (23. Mai 1968)
- Hans J. Reinowski, Herausgeber und Chefredakteur des Darmstädter Echo (15. April 1969)
- Hans Wiegand, Vorsitzender des Landesbezirks Hessen des Deutschen Gewerkschaftsbundes (10. November 1969)
- Nora Platiel, Politikerin, Landgerichtsdirektorin a. D., Juristin und Widerstandskämpferin gegen den Nationalsozialismus (16. Januar 1970)
- Fritz Hoch, Politiker, Regierungspräsident a. D. (16. Januar 1970)
- Franz Fuchs, Präsident des Hessischen Landtages (27. November 1970)
- Ludwig Gehm, Widerstandskämpfer (25. Juli 1970)
- Karl Gerold, Autor und Herausgeber der Frankfurter Rundschau (19. Februar 1970)

### Die Jahre 1971 bis 1975
(Quelle:)
- Heinrich Fischer, Politiker (SPD) (22. Oktober 1971)
- Heinrich Hemsath, Staatsminister a. D. (22. Oktober 1971)
- Philipp Pless, MdL (16. März 1971)
- Heinrich Schneider, Politiker (SPD) (22. Oktober 1971)
- Ernst Schütte, Staatsminister a. D. (22. Oktober 1971)
- Carl Stenger, Vorsitzender der Deutschen Postgewerkschaft, Frankfurt am Main (5. Oktober 1971)
- Georg-August Zinn, Ministerpräsident (26. Mai 1971)
- Joseph Lang, Verleger, Frankfurt am Main (17. Juni 1972)
- Ludwig Metzger, Staatsminister a. D. (18. März 1972)
- Martin Niemöller, Geistlicher, Wiesbaden (17. Juni 1972)
- Josef Will, Pfarrer, Frankfurt am Main (17. Juni 1972)
- Willi Birkelbach, Politiker, Staatssekretär a. D. (3. Dezember 1973)
- Karl-Hermann Flach, MdB, Redakteur Frankfurter Rundschau und Politiker (FDP) (17. Juni 1973)
- Helmut Hild, Pfarrer und Kirchenpräsident der Evangelischen Kirche in Hessen und Nassau (14. Dezember 1973)
- Herbert Lewin, Vorsitzender des Zentralrats der Juden in Deutschland (17. Juni 1973)
- Alexander Mitscherlich, Psychoanalytiker, Frankfurt am Main (20. September 1973)
- Friedrich Georg Schmidt, Staatssekretär a. D., Frankfurt am Main-Griesheim (17. Juni 1973)
- Betty Arndt, Politikerin (SPD) und Sozialarbeiterin (6. Juni 1974)
- Walter Brand, Journalist (6. Juni 1974)
- Karl Schöppler, Maler, Wiesbaden (6. Juni 1974)
- Jürgen Tern, Journalist, Frankfurt am Main (6. Juni 1974)
- Kurt Wolff, Antifaschist, Mitglied der SPD, des Reichsbanners Schwarz-Rot-Gold und des Jüdischen Frontkämpferbunds (8. Juli 1974)
- Kurt Fischer, Gewerkschafter (IG Metall) und Politiker (SPD) (26. August 1975)
- Ruth Horn, MdL, Politikerin, Darmstadt-Eberstadt (12. Juni 1975)
- Robert Kempner, Jurist, Anklagevertreter Nürnberger Prozesse (12. Juni 1975)
- Wolfgang Mischnick, MdB, Politiker (FDP) (12. Mai 1975)
- Wilhelm Reitz, MdB, Politiker, Wetzlar (12. Juni 1975)
- Hans Wagner, Präsident des Hessischen Landtags (12. Juni 1975)

### Die Jahre 1976 bis 1980
(Quelle:)
- Walter Dirks, Publizist „Frankfurter Hefte“ und Redakteur, Wittnau (10. Juni 1976)
- Walter Hesselbach, Frankfurt am Main-Ginnheim (10. Juni 1976)
- Ernst Leuninger, MdL, Frankfurt am Main-Schwanheim (10. Juni 1976)
- Elisabeth Schwarzhaupt, Politikerin (CDU), Bundesgesundheitsministerin a. D. (10. Juni 1976)
- Luise Berthold, Philologin (1. Dezember 1977)
- Oswald Adolph Kohut, Unternehmer und Politiker (FDP) (23. Juni 1977)
- Georg Leber, Gewerkschafter und Politiker (SPD) (23. Juni 1977)
- Eugen Loderer, Gewerkschafter, Vorsitzender der IG Metall (1. Dezember 1977)
- Wiltraut Rupp-von Brünneck, Juristin, Richterin des Bundesverfassungsgerichts  (23. Juni 1977)
- Dolf Sternberger, deutscher Politikwissenschaftler und Journalist (23. Juni 1977)
- Johannes Strelitz, Staatsminister a. D. (1. Dezember 1977)
- Joseph Wagenbach, MdL, Landrat a. D. (CDU) (1. Dezember 1977)
- Werner Wirthle, Verleger, Frankfurt am Main (1. Dezember 1977)
- Hermann Berg, Domdekan, Theologe (1. Dezember 1978)
- Fritz Brauer, Politiker (SPD), Limeshain (1. Dezember 1977)
- Wilhelm Fay, Bürgermeister a. D., Jurist und Politiker (CDU) (1. Dezember 1977)
- Elisabeth Selbert, Politikerin, Kassel (1. Dezember 1977)
- Hermann Stein, MdL (FDP), Lahn-Klein-Linden (1. Dezember 1977)
- Otto Braun, MdL, Unternehmer (30. November 1979)
- Helga Einsele, Juristin (30. November 1979)
- Werner Hess, Intendant des HR, Frankfurt am Main (30. November 1979)
- Max Mayr, Widerstandskämpfer und Politiker (SPD), Kassel (30. November 1979)
- Max Melzer, Gewerkschafter, Frankfurt am Main (30. November 1979)
- Oswald von Nell-Breuning SJ, katholischer Theologe und Sozialphilosoph (30. November 1979)
- Edmund Rieß, Geistlicher Rat, Viernheim (30. November 1979)
- Max Bach, Verleger, Frankfurt am Main (1. Dezember 1980)
- Georg Gaßmann, Oberbürgermeister a. D. der Stadt Marburg (1. Dezember 1980)
- Hans Graf von Lehndorff, Seelsorger, Bonn-Bad Godesberg (1. Dezember 1980)
- Fritz Neumark, Finanzwissenschaftler, Frankfurt am Main (1. Dezember 1980)
- Elisabeth Pitz-Savelsberg, MdL und Autorin Wiesbaden (1. Dezember 1980)
- Rudolf Sperner, Gewerkschafter, Frankfurt am Main (1. Dezember 1980)
- Richard Wurbs, Vizepräsident des Deutschen Bundestages, Kassel (1. Dezember 1980)

### Die Jahre 1981 bis 1985
(Quelle:)
- Heinz Winfried Sabais, Oberbürgermeister von Darmstadt (24. Februar 1981)
- Heinrich Beck, Politiker (CDU), Landrat a. D. (1. Dezember 1981)
- Walter Katzer, Gewerkschafter HBV, Eschborn (1. Dezember 1981)
- Ferdinand Kramer, Frankfurt am Main (1. Dezember 1981)
- Alexander Menne, MdB (FDP), Kronberg (1. Dezember 1981)
- Hans Neusel, Bürgermeister a. D., Vellmar (1. Dezember 1981)
- Anna Peters, Stadträtin a. D., Kassel (1. Dezember 1981)
- Erich Rosenthal-Pelldram, Staatssekretär a. D., Wiesbaden (1. Dezember 1981)
- Siegfried Unseld, Verleger, Frankfurt am Main (1. Dezember 1981)
- Helene von Bila, Hochschulpolitikerin, Ministerialdirigentin a. D. (1. Dezember 1982)
- Alois Giefer, Architekt und Dombaumeister, Frankfurt am Main (1. Dezember 1982)
- Hans Mangold, Rechtsanwalt, Kassel (1. Dezember 1982)
- Margarete Mitscherlich-Nielsen, Sozialwissenschaftlerin, Frankfurt am Main (1. Dezember 1982)
- Otto Monsheimer, Professor, Johannisberg-Geisenheim (1. Dezember 1982)
- Hans Pleitgen, Gewerkschafter IG Metall (1. Dezember 1982)
- Hanna Walz, MdEP, Politikerin (1. Dezember 1982)
- Max Diamant, Gewerkschafter und Politiker (SPD) (1. Dezember 1983)
- Hildegard Hamm-Brücher, MdB, Staatsminister a. D., Politikerin (FDP), München (1. Dezember 1983)
- Heinz Kreutzmann, MdB, Parlamentarischer Staatssekretär a. D., Politiker (SPD), Borken (1. Dezember 1983)
- Walter Lewald, Rechtsanwalt und Mitgründer der Neue Juristische Wochenschrift, Frankfurt am Main (1. Dezember 1983)
- Lotte Philippi, MdL, Politikerin (CDU), Laubach (1. Dezember 1983)
- Alois Wöhrle, Gewerkschafter IGM, Frankfurt am  (1. Dezember 1983)
- Horst Bingel, Schriftsteller (30. November 1984)
- Georg Feller, Gewerkschafter (ÖTV) und Politiker (SPD) (30. November 1984)
- Josef Köcher, Landrat a. D. (30. November 1984)
- Rudolf Menzer, Bürgermeister a. D. (30. November 1984)
- Hildegard Schnell, MdL (CDU), Bad Soden-Salmünster (30. November 1984)
- Otto Vossler, Professor für Mittlere und Neue Geschichte, Frankfurt am Main (30. November 1984)
- Jürgen Habermas, Philosoph (29. November 1985)
- Richard Hackenberg, MdL (CDU) (29. November 1985)
- Adolf Schmidt, MdB (SPD), Gewerkschafter (IGBE) Bochum (29. November 1985)
- Inge Sollwedel, Politikerin und Autorin, Arogno/Schweiz (29. November 1985)
- Ingeborg Weber-Kellermann, Professorin für Volkskunde, Marburg (29. November 1985)

### Die Jahre 1986 bis 1990
- Hanns-Heinz Bielefeld, Staatsminister a. D. (FDP) (1. Dezember 1986)
- Eva Sibylle Engel, Journalistin und Politikerin (FDP) (1. Dezember 1986)
- Ernst Heinz Gerhardt, Stadtkämmerer, Frankfurt am Main (1. Dezember 1986)
- Albert Krebs, Ministerialrat a. D. (1. Dezember 1986)
- Lucie Kurlbaum-Beyer, Schwaig (1. Dezember 1986)
- Ulrich Sonnemann, Sozialphilosoph (1. Dezember 1986)
- Eugen Weigel, Bad Hersfeld (1. Dezember 1986)
- Erhard Bouillon, Vorstandsmitglied Hoechst AG (1. Dezember 1987)[12]
- Emil Dietz, Stadtrat a. D., Politiker (SPD) und Gewerkschafter (1. Dezember 1987)[12]
- Karl Rehrmann, Jurist und Ehrenlandrat Lahn-Dill-Kreis (1. Dezember 1987)[12]
- Eduard Schick, Theologe, Bischof von Fulda (1. Dezember 1987)[12]
- Rosel Schmitt, Hauptvorstandsmitglied und Vizepräsidentin Sozialverband VdK Deutschland (1. Dezember 1987)[12]
- Konrad Zuse, Computerpionier (1. Dezember 1987)[12]
- Rolf Brand, Gewerkschafter, Betriebsratsvorsitzender Hoechst AG (1988)
- Eitel Oskar Höhne (1988)
- Hans Messer (1988)
- Frolinde Balser, Bibliothekarin und Politikerin (SPD) (1989)
- Albert Osswald, Ministerpräsident (1989)
- Paul Gwosdz (1989)
- Gerhard Maria Müller (1989)
- Charlotte Petersen (1989)
- Irmgard Blättel, Gewerkschafterin (1990)
- Alois Schardt, Programmdirektor des ZDF (1990)
- Heribert Reitz, hessischer Staatsminister a. D. (1990)
- Max Willner (1990)
- Otto Zink (1990)

### Die Jahre 1991 bis 1995
- Herbert Leuninger, Pressesprecher von PRO ASYL (1991)
- Georg Schwinghammer (1991)
- Marcel Reich-Ranicki, Literaturkritiker (1992)
- Holger Börner, Ministerpräsident von Hessen (1993)
- Ignatz Bubis, Vorsitzender des Zentralrats der Juden in Deutschland (1993)
- Margaret Prinzessin von Hessen und bei Rhein (1993)
- Karl Ackermann, Journalist und Verleger (1994)
- Herbert Günther (1994)
- Eric Albert Karry (1994)
- Helmut Spengler (1994)
- Hans Cohrssen, Journalist (1. Dezember 1995)
- Robert H. Lochner, Journalist (1. Dezember 1995)

### Die Jahre 1996 bis 2000
- Ekkehard Gries, Staatsminister a. D. (2. Dezember 1996)
- Peter Härtling, Schriftsteller (2. Dezember 1996)
- Hans Krollmann, Staatsminister a. D. (2. Dezember 1996)
- Paul Schuster, Gewerkschafter (2. Dezember 1996)
- Trude Simonsohn, Sozialarbeiterin (2. Dezember 1996)
- Walter Wallmann, Ministerpräsident a. D. (2. Dezember 1996)
- Karl Brozik, Repräsentant der Conference on Jewish Material Claims Against Germany (30. November 1997)
- Alfred Marchand, Gewerkschafter (30. November 1997)
- Karl Dedecius, Übersetzer, Direktor des Deutschen Polen-Instituts (1998)
- Anja Lundholm, Autorin (1998)
- Arno Lustiger, Historiker (1998)
- Sir Sigmund Sternberg (1998), Schirmherr des internationalen Rates der Christen und Juden in Heppenheim
- Clarita von Trott zu Solz, Psychoanalytikerin (1998)
- Erhard Denninger, Rektor Johann Wolfgang Goethe-Universität in Frankfurt am Main (1. Dezember 1999)
- Joachim Fest, Historiker und Autor (1. Dezember 1999)
- Carmen-Renate Köper, Schauspielerin (1. Dezember 1999)
- Klaus Hänsch, Europaparlamentarier (SPD) (1. Dezember 2000)
- Frank Niethammer, Ehrenpräsident IHK Frankfurt (1. Dezember 2000)
- Kurt Oeser, „Startbahnpfarrer“ (1. Dezember 2000)

### Die Jahre 2001 bis 2005
- Karl Eugen Becker, Gewerkschafter (1. Dezember 2001)
- Emil Mangelsdorff, Musiker (1. Dezember 2001)
- Tatiana von Metternich-Winneburg, Mitbegründerin des Rheingauer Musikfestivals (1. Dezember 2001)
- Hermann Habich, Unternehmer und Arbeitgeberverbandsvertreter (1. Dezember 2001)
- Hans Matthöfer, Bundesminister a. D. (1. Dezember 2002)[13]
- Christian Schwarz-Schilling, Bundesminister a. D. (1. Dezember 2002)[13]
- Otto Wilke, Politiker (1. Dezember 2002)[13]
- Werner Freers, Oberst (2003)
- Esther Haß, Lehrerin (2003)
- Hilmar Hoffmann (2003)
- Dante Cruicchi, italienischer Politiker (2004)
- Alfred Grosser, Publizist (2004)
- Toby E. Rodes, Kommunikationsexperte (2005)

### Die Jahre 2006 bis 2010
- Luca Giacomo Bortoli, Gastronom (2006)
- Joachim Langmann, Vorstandsvorsitzender der Merck KGaA (2006)
- Rudolf Müller, Betriebsratsvorsitzender bei Opel (2006)
- Gerhard Pieschl, Weihbischof (2006)
- Jutta Fleck, „Die Frau vom Checkpoint Charlie“ (2007)[14]
- Irmgard Heydorn, Sozialistin und Widerstandskämpferin (2007)[14]
- Benno von Heynitz, Initiator der Gründung der Gedenkstätte Bautzen (2007)[14]
- Ernst Klee, Journalist und Schriftsteller (2007)[14]
- Rudolf Friedrich, Landesbeauftragter der Spätaussiedler und Heimatvertriebenen (2008)
- Winfried Hassemer, Datenschutzbeauftragter (2008)
- Alfred Schmidt, Wirtschaftsminister (2008)
- Bernhard Vogel, Politiker (2009)
- Hans-Jochen Vogel, Politiker (2009)
- Katrin Göring-Eckardt, Vizepräsidentin des Deutschen Bundestages (2010)
- Hans-Joachim Jentsch, früherer Richter des Bundesverfassungsgerichts (2010)
- Karl Starzacher, früherer Hessischer Staatsminister der Finanzen (2010)
- Ruth Wagner, frühere Hessische Staatsministerin für Wissenschaft und Kunst (2010)

### Die Jahre 2011 bis 2015
- Wolfgang Gerhardt, Politiker (FDP) (2011)
- Klaus Peter Möller, ehemaliger Landtagspräsident (2011)
- Moritz Neumann, Vorsitzender des Landesverbandes der Jüdischen Gemeinden in Hessen (2011)
- Klaus-Jürgen Hoffie, Staatsminister a. D. (2012)
- Petra Roth, Politikerin (CDU), Oberbürgermeisterin von Frankfurt am Main (2012)
- Barbara Stolterfoht, Staatsministerin a. D. (2012)
- Dieter Bingen, Politikwissenschaftler (2013)
- Raphael Gross, Direktor Jüdisches Museum Frankfurt am Main (2013)
- Harald Müller, Politikwissenschaftler (2013)
- Angela Merkel, Bundeskanzlerin (28. November 2014)
- Wolfram Dette, Oberbürgermeister von Wetzlar (2015)
- Jutta Ebeling, Bürgermeisterin a. D. (2015)
- Christine Hohmann-Dennhardt, Ministerin a. D. (2015)
- Abraham Bar Menachem (2015)
- Heinz Riesenhuber, Bundesminister a. D. (2015)

### Die Jahre 2016 bis 2020
- Karl Kardinal Lehmann, Theologe, emeritierter Bischof von Mainz (2016)[15]
- Brigitte Zypries, Bundesministerin (2017)
- Roland Koch, Ministerpräsident a. D. (2017)
- Salomon Korn, Vorsitzender der Jüdischen Gemeinde Frankfurt am Main (2017)
- Joachim Gauck, Bundespräsident a. D. (2018)[16][17]
- Walter Lübcke, Kasseler Regierungspräsident (postum 2019)[18]
- Martin Hein, evangelischer Theologe und ehemaliger Bischof der Evangelischen Kirche von Kurhessen-Waldeck (2020)
- Norbert Kartmann, MdL, Landtagspräsident a. D. (2020)[19]
- Minka Pradelski, Schriftstellerin (2020)[20]
- Andreas von Schoeler, SPD-Politiker (2020)[21]

### Die Jahre 2021 bis 2025
- Herbert Landau, Richter des Bundesverfassungsgerichts a. D. (2021)
- Hermann Otto Solms, Bundestagsvizepräsident a. D. (2021)
- Ottilia Geschka, Oberbürgermeisterin von Rüsselsheim a. D. (2021)
- Zeynep Kallmayer, Krankenschwester (2021)[22]
- Fritz Bauer, Jurist (postum 2022)[23][24]